# Vladimir Kunčič
Vladimir Kunčič (tudi Vlado Kunčič), slovenski častnik, veteran vojne za Slovenijo, * 5. marec 1960, Ljutomer.
Stotnik Kunčič je odlikovani pripadnik SV.

## Vojaška kariera
- ranjen v boju 28. junija 1991 (Gibina)
- poveljnik protidiverzantskega voda TO RS (1991)

## Odlikovanja in priznanja
- bronasta medalja generala Maistra z meči
- medalja za hrabrost (24. oktober 2000)
- medalja za ranjence
- spominski znak Obranili domovino 1991